# Sette brevi lezioni di fisica
Sette brevi lezioni di fisica è un saggio breve del fisico Carlo Rovelli, pubblicato da Adelphi nell'ottobre 2014.

## Struttura del libro
Le sette lezioni raccontano alcune tappe inevitabili della rivoluzione che ha scosso la fisica nel secolo XX e la scuote tuttora (con occasionali spunti autobiografici) e sono dedicate, rispettivamente, a:
- teoria della relatività[5]
- teoria dei quanti
- struttura del cosmo
- particelle
- origine del cosmo[6]
- buchi neri e natura del calore[7]
- il ruolo dell'uomo[8]

Il libro è stato un "bestseller inaspettato", con grande sorpresa di Rovelli e della stessa casa editrice Adelphi: la prima tiratura contava 3 000 copie, senza promozione; a fine dicembre 2015 ne aveva vendute 300.000 in Italia (in 19 edizioni).

## Successo internazionale e traduzioni
Il libro ha ottenuto un rapido successo mondiale, con oltre 1 300 000 copie vendute nel mondo a 4 anni dalla prima pubblicazione in Italia. Il libro ha avuto particolare successo in paesi quali il Regno Unito e la Cina ed è stato tradotto in 42 lingue.